# 大慈悲院川
大慈悲院川（だいじひいんがわ）は、静岡県静岡市駿河区を流れる二級河川である。

## 地理
静岡市駿河区池田にある池田山自然公園付近を源流とし、二級河川としての管理起点は旧エンバーソン邸のすぐ近くに位置する。
川筋は日本平動物園遊園地の敷地内を横切った後、大慈悲院・西峯田緑地・静岡市立東豊田小学校の脇を通り、JR貨物静岡貨物駅入口付近で大谷川放水路左岸に合流する。

## 歴史
東名高速道路から250mほど西にある川沿いの緑地に設けられた「大慈悲院川 改修記念之碑」には、「大慈悲院川は古来より天井川であり度々決壊氾濫し住民に多大の被害をもたらしてきました 花園一郎先生始め池田住民の熱意と建設省・静岡県 市 関係機関のご尽力により改修されました 着工 昭和41年3月 竣工 昭和49年3月」と記されている。
現在、西峯田緑地は静岡市によって公園として整備されているが、昭和40年代まで農業用水の溜池や釣り堀として使われていた。今でも公園の周囲には土手が盛られ、溜池だった名残が見られる。

1974年（昭和49年）に建設が始まった大谷川放水路ができるまで、大慈悲院川は後久川を経由し、巴川右岸に合流していた。大谷川放水路は、従来北上し巴川に合流していた後久川を逆流させ、巴川から分流・南下して駿河湾に注ぐよう建設されたので、大慈悲院川を流下した水は巴川本流に交わらない事となった。

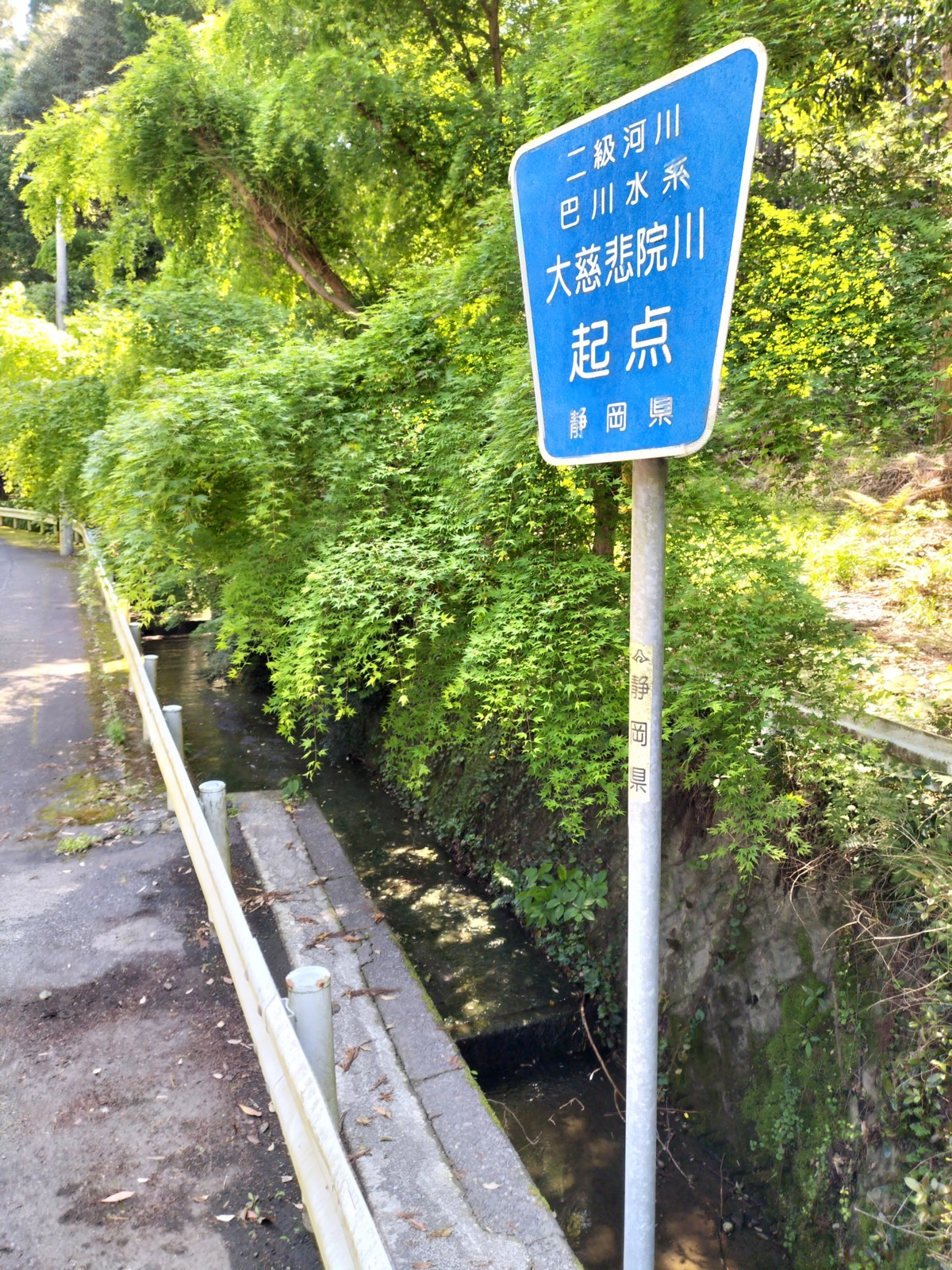
大慈悲院川起点（旧エンバーソン邸付近）
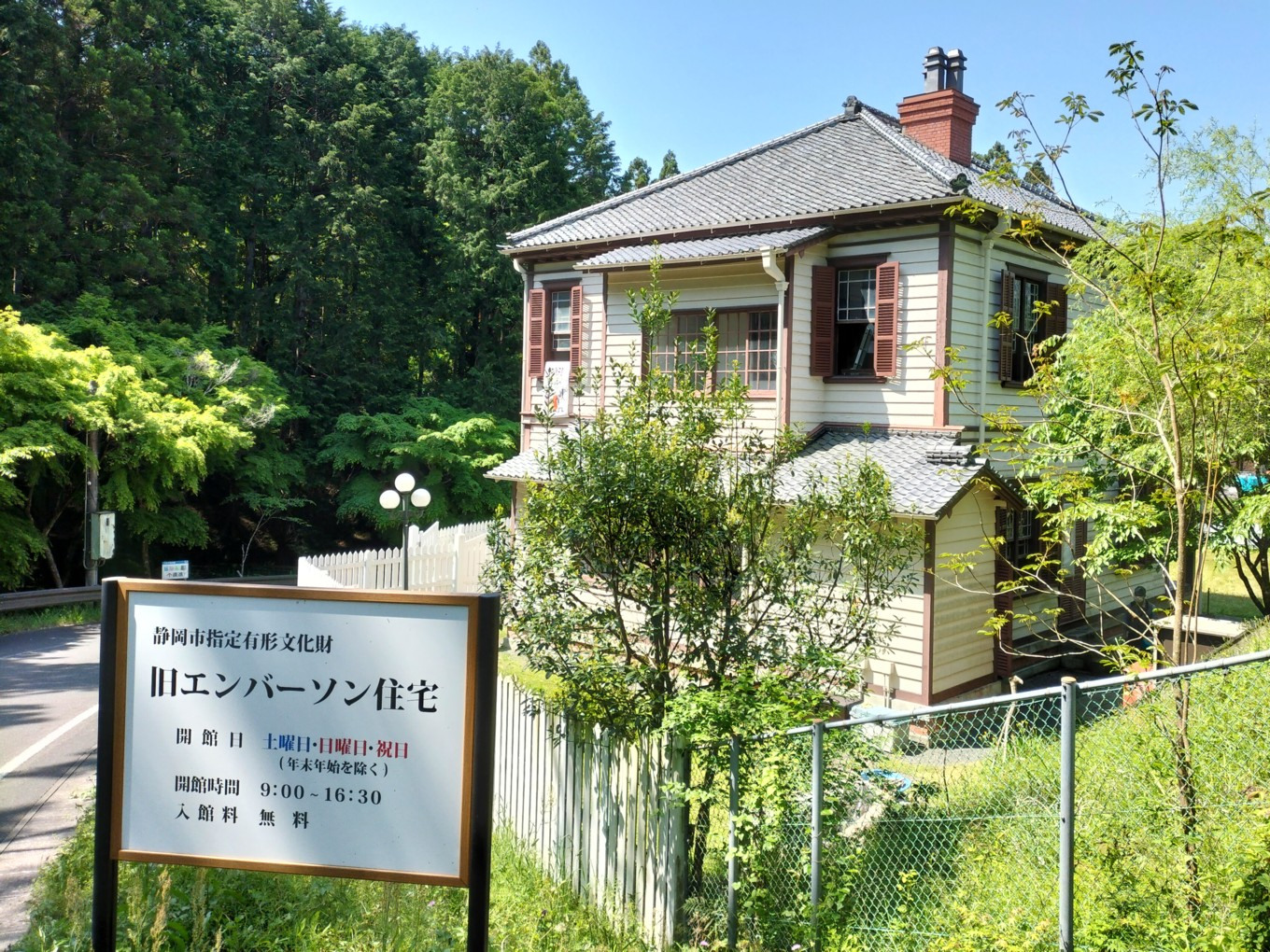
旧エンバーソン邸（道路を挟んだ谷に大慈悲院川が流れる）
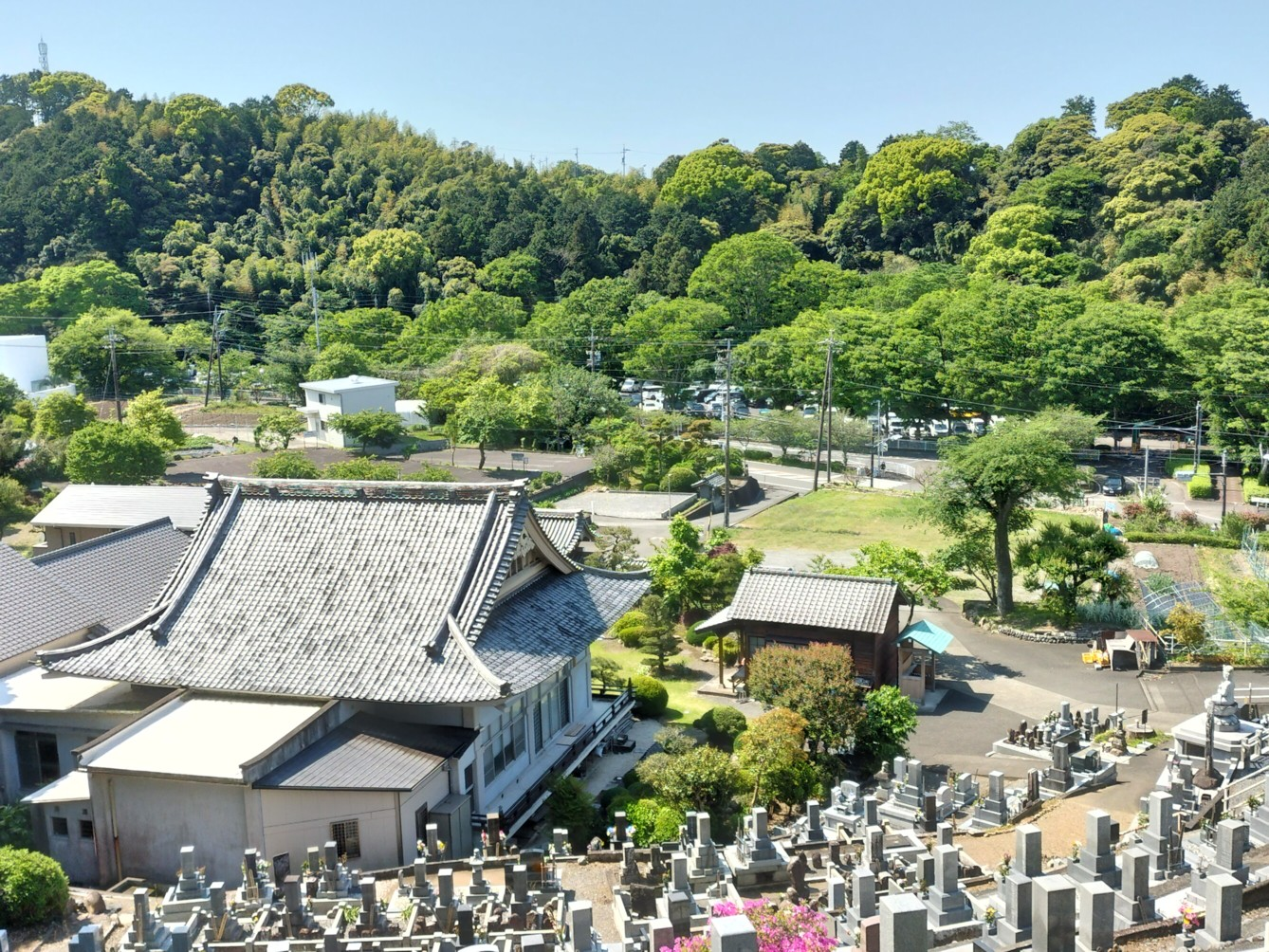
大慈悲院（正面駐車場奥の谷を大慈悲院川が流れる）
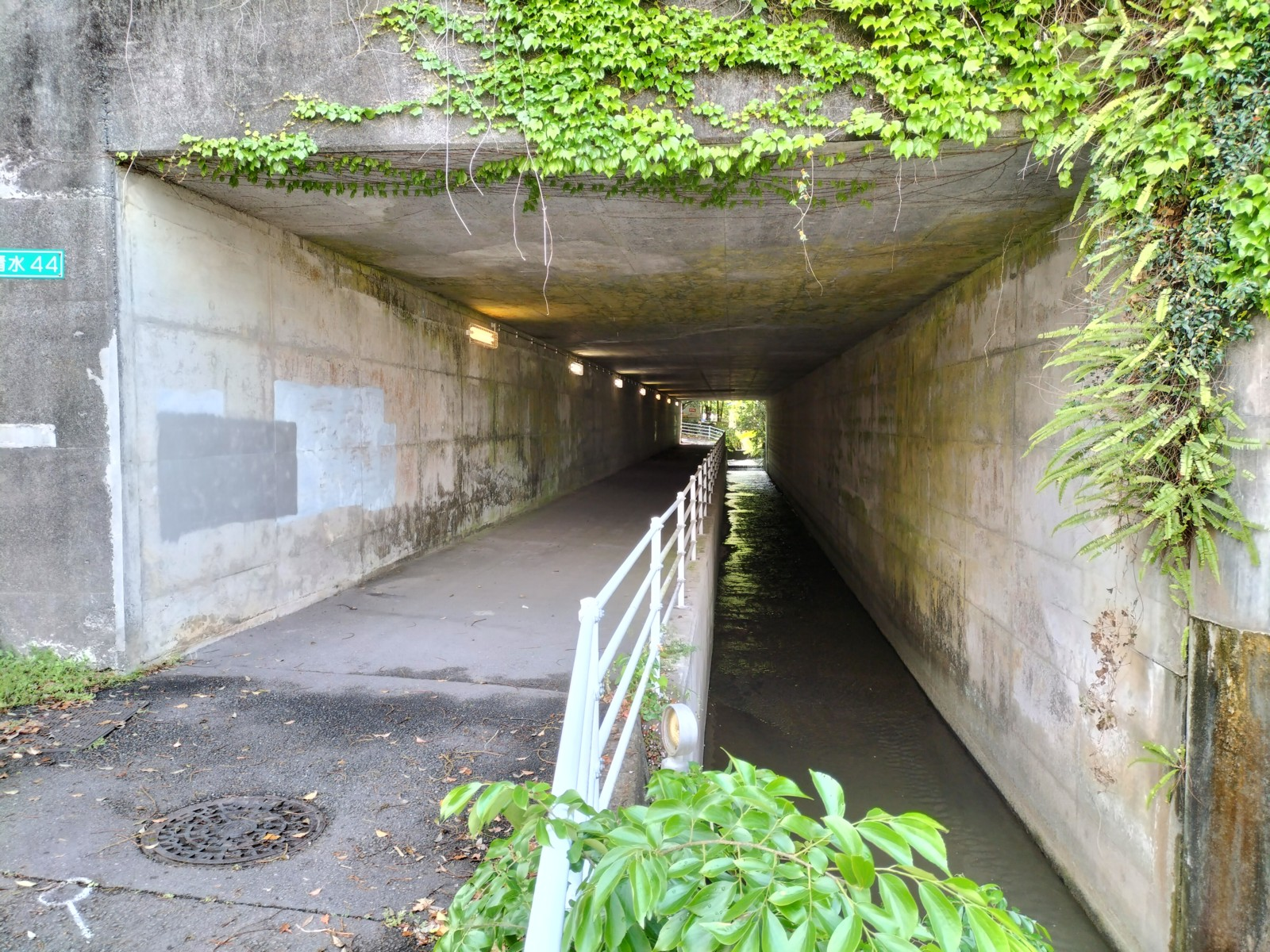
東名高速道路下をくぐる大慈悲院川
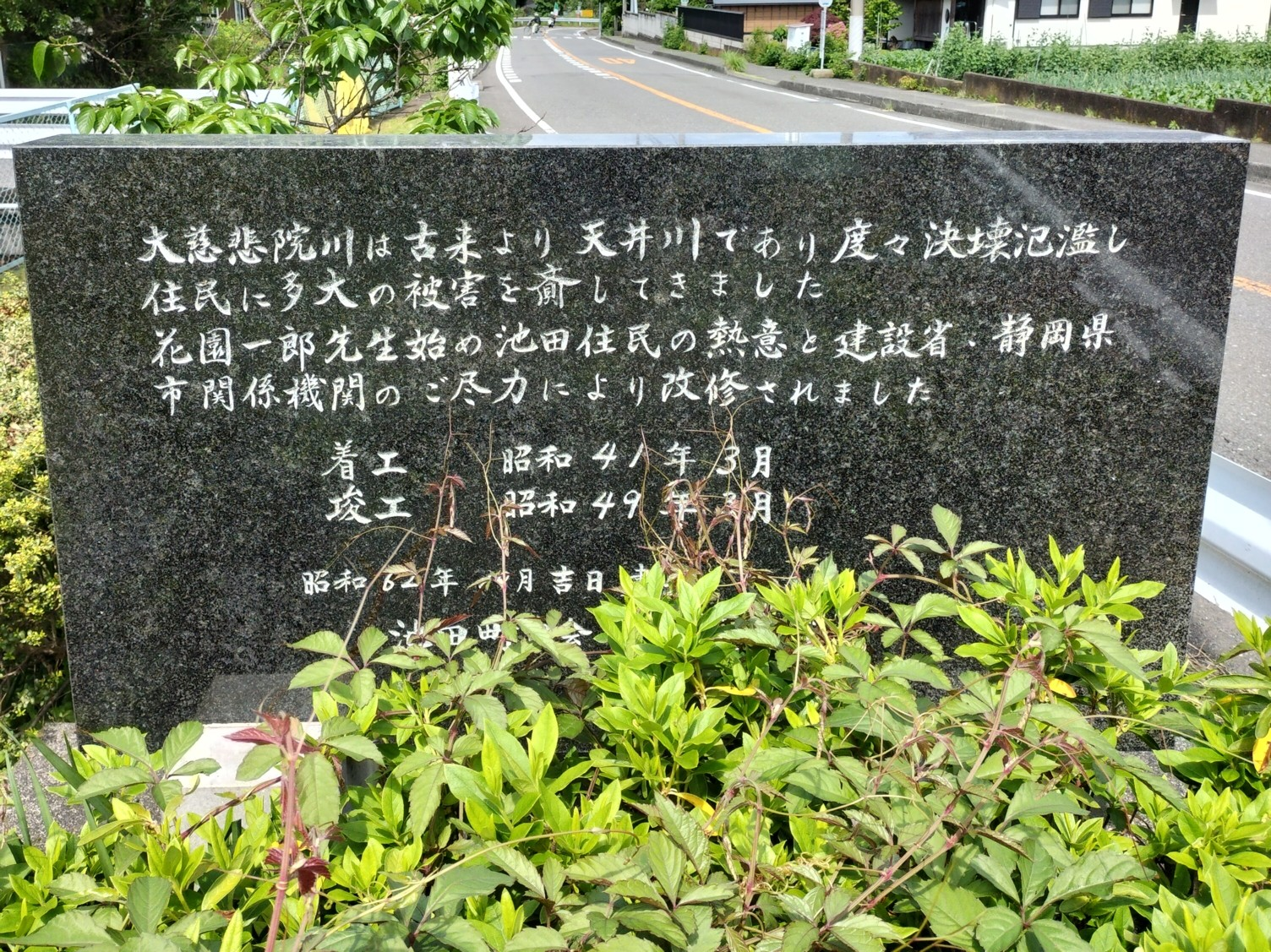
大慈悲院川 改修記念之碑
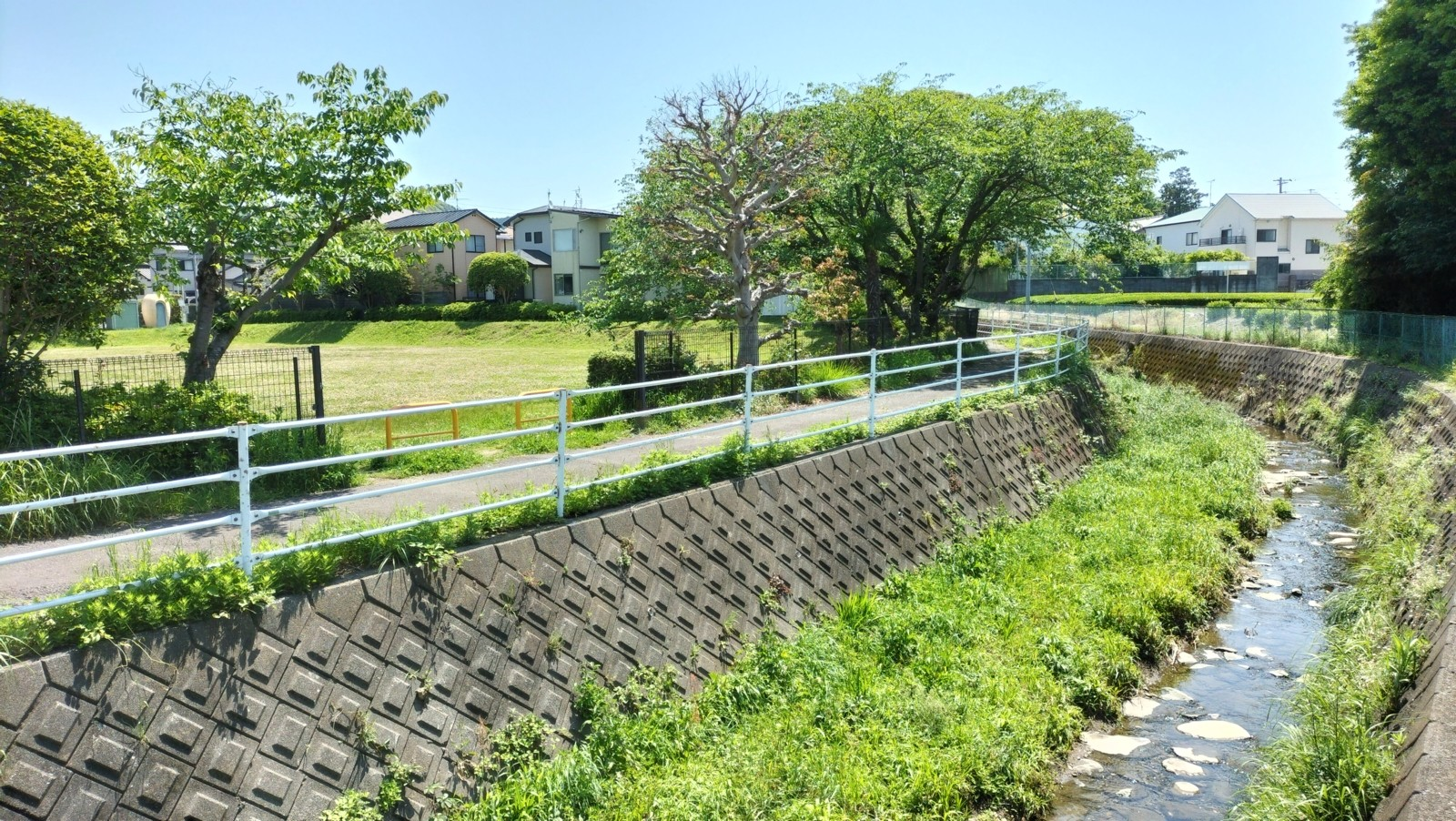
西峯田緑地脇を流れる大慈悲院川
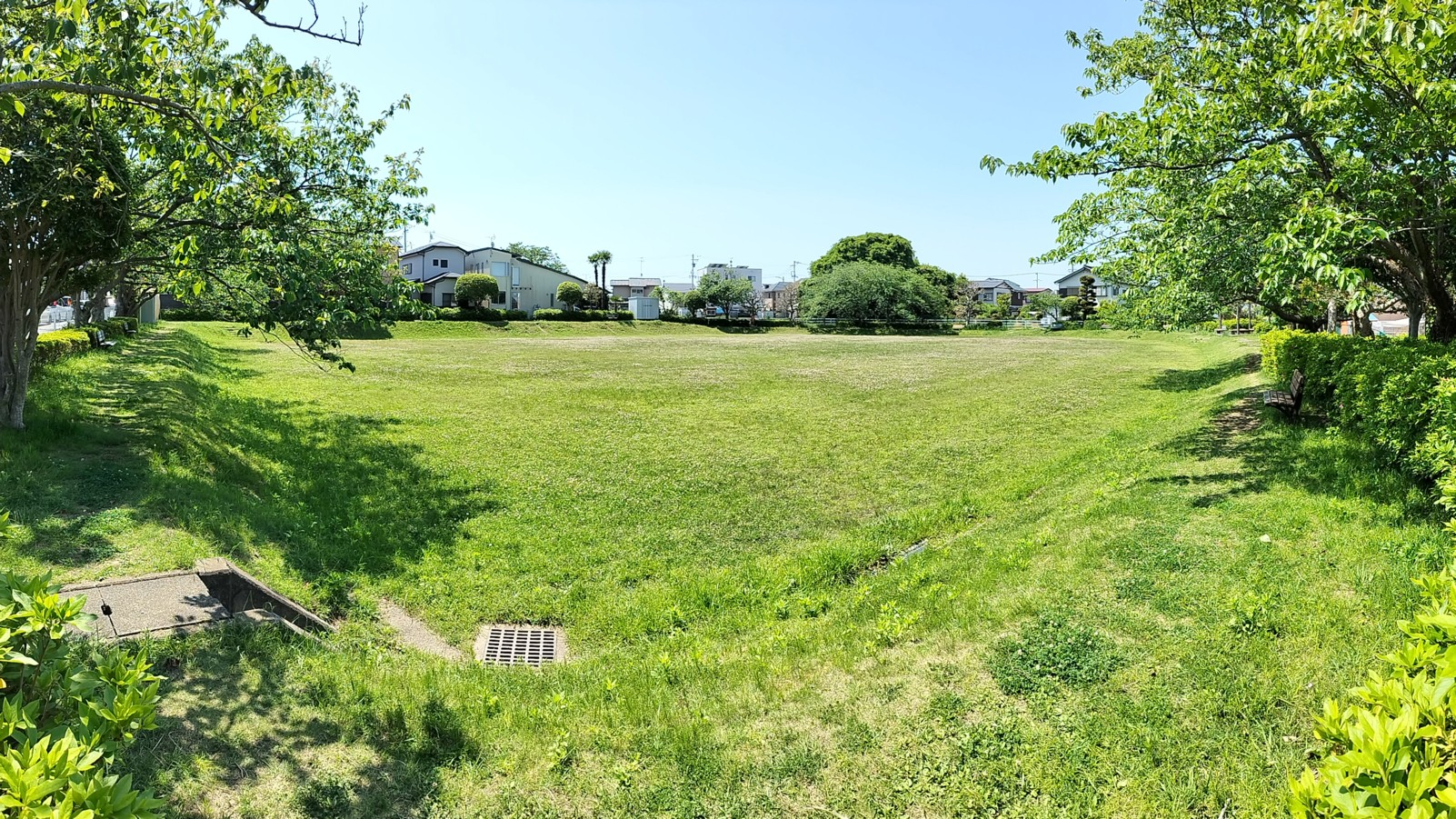
西峯田緑地（周囲に土手が盛られ、水が溜まりやすい地形を成す）
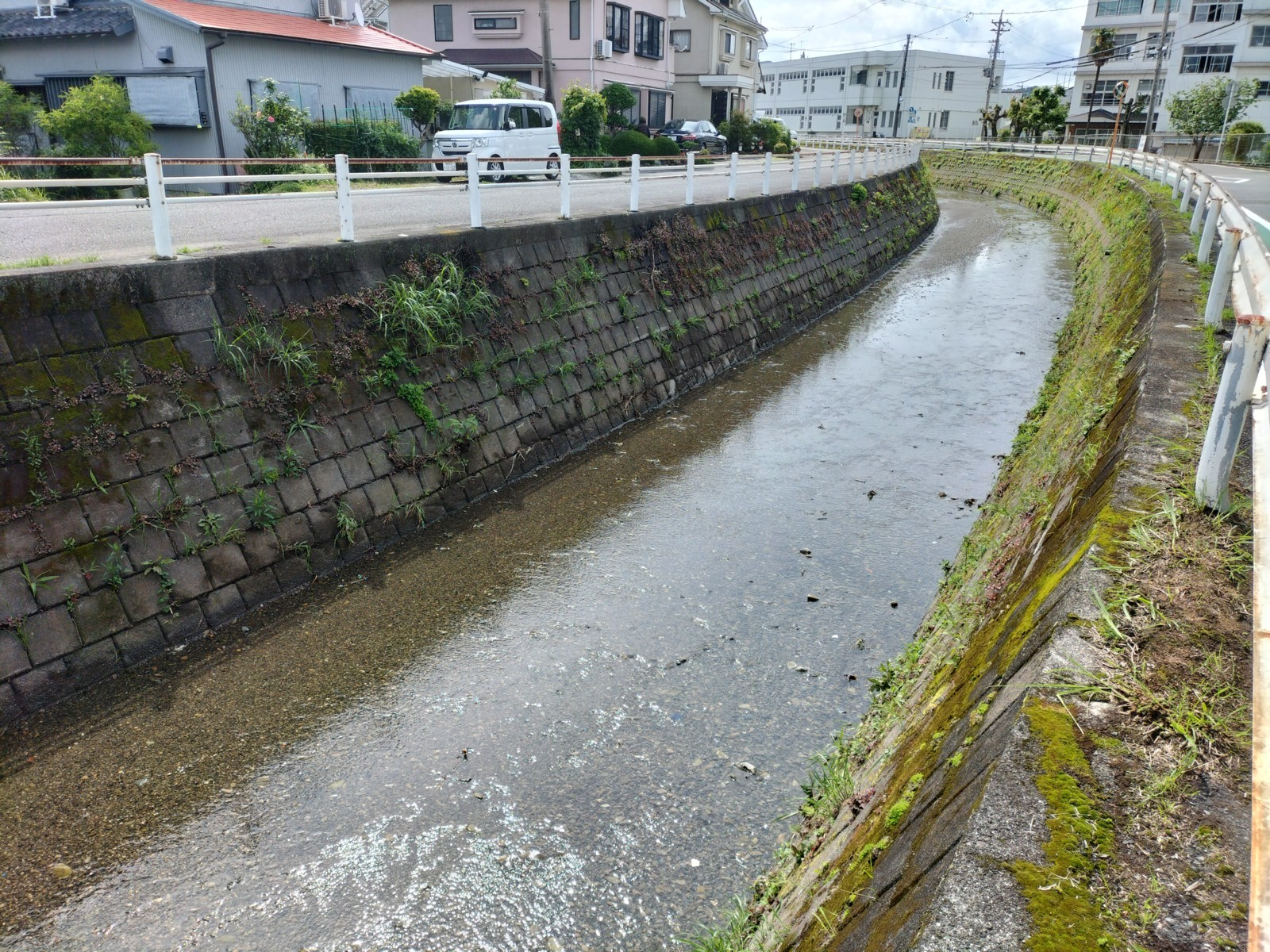
静岡市立東豊田小学校脇を流れる大慈悲院川
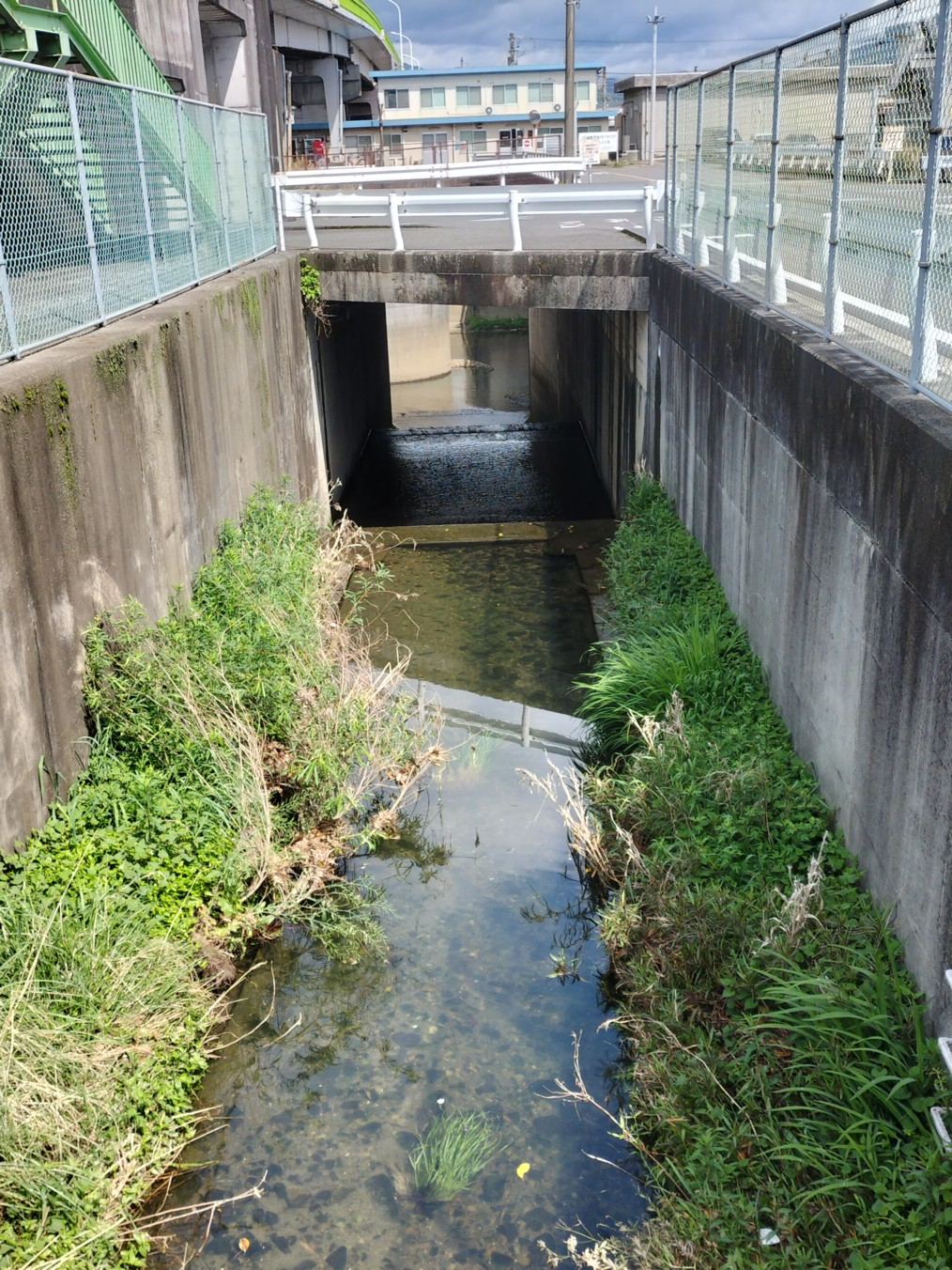
大慈悲院川下流（道路をくぐった先が大谷川放水路）